# الیزابت بنت
الیزابت بنت (به انگلیسی: Elizabeth Bennet) الیزابت بنت شخصیت اصلی رمان غرور و تعصب نوشته جین آستن در سال ۱۸۱۳ است. او اغلب توسط دوستان و خانواده‌اش به عنوان الیزا یا لیزی شناخته می‌شود. الیزابت دومین فرزند از یک خانواده پنج دختر است. اگرچه شرایط زمان و محیط او را وادار می‌کند تا برای امنیت اقتصادی به دنبال یک ازدواج راحت باشد، اما الیزابت مایل است برای عشق ازدواج کند. الیزابت به عنوان تحسین برانگیزترین و دوست داشتنی‌ترین قهرمانان آستن در نظر گرفته می‌شود.

## توضیحات
الیزابت دومین خواهر از پنج خواهر بنت در املاک لانگبورن است که در نزدیکی دهکده مریتون در هرتفوردشر انگلستان واقع شده‌است. او در اواسط رمان ۲۰ ساله است. الیزابت به عنوان یک زن جوان، باهوش، سرزنده و بازیگوش، که از هر چیز مسخره‌ای لذت می‌برد توصیف می‌شود. پدر او مالک زمین است، اما دخترانش نمی‌توانند ارث ببرند، زیرا این دارایی از خط مرد است. و فقط می‌تواند توسط اقوام مرد به ارث برسد. پس از مرگ آقای بنت، لانگبورن به پسر عمویش و نزدیکترین خویشاوند مردش، آقای ویلیام کالینز، کشیشی در املاک روزینگ در کنت متعلق به لیدی کاترین دوبورگ، به ارث می‌رسد. این آینده دلیل اشتیاق خانم بنت برای ازدواج دخترانش با مردان ثروتمند است. الیزابت مورد علاقه پدرش است که توسط او به عنوان چیزی سریعتر از خواهرانش توصیف شده‌است. در مقابل، او برای مادرش کمترین علاقه را دارد، به خصوص پس از اینکه الیزابت پیشنهاد ازدواج آقای کالینز را رد کرد. مادرش تمایل دارد او را با خواهرانش جین و لیدیا که به ترتیب از نظر زیبایی و خلق و خوی از الیزابت برتر می‌داند مقایسه کند، الیزابت اغلب از حماقت مادر و سه خواهر کوچکترش ناراحت و خجالت زده‌است.
در فیلم غرور و تعصب (۲۰۰۵) بازیگر نقش الیزابت بنت کیرا نایتلی است که به خاطر بازی در این فیلم نامزد جایزه اسکار شد.